# Els Nens Xics
Els Nens Xics és una colla grallera de Santes Creus, les primeres referències de la qual es remunten a l'últim quart del segle xix. El nom prové de l'àlies del membre més destacat del grup, Joan Ventura i Expósito (a) Nen Xic. La colla es dissolgué a finals dels anys vint i alguns dels membres del grup donarien lloc als Fideus de Vila-rodona.

## Història
El primer conjunt del grup de què es té constància estava format per Joan Ventura i Exposito (a) Nen Xic, Ramon Alari i Martí (a) Martinet, Cebrià Grau i Caral, i Florenci Ferrer i Galofré al timbal. Durant aquesta època el grup acompanyava els Xiquets de Valls.
Cap al tombant de segle Ramon Alari i Cebrià Grau abandonaren el grup i foren substituits per Ignasi Cunillera i Valldosera (primera i segona veu) i Anton Ferran i Pié (a) Fideu (tercera veu o baixa). Pel que fa al timbal, Florenci Ferrer es manté com a timbaler fins a mitjan dècada del 1910 i el 1907 és substituït per Josep Miquel Figuerola (a) Ros.
Cap al 1911 Joan Ventura deixà de tocar i fou substituït pel seu fill Pau Ventura i Boada, també anomenat Nen Xic. Aquesta formació, que tocava amb gralles llargues de cinc claus, es mantingué des de 1912 fins a 1918, any en què feren l'última sortida a Cabra del Camp. Cap al 1919 decidirien separar-se donant pas als Fideus de Vila-rodona. Colla formada inicialment per l'Anton Ferran (a) Fideu, que donava nom al grup i Ignasi Cunillera i Valldosera (provinents dels Nens Xics); i en Llorenç Ferrando i Pons i en Josep Miquel i Figuerola (provinents dels Basterons).